# Dacosta
Dacosta is een monotypisch geslacht van tweekleppigen uit de  familie van de Clavagellidae.

## Soorten
- Dacosta australis (Sowerby, 1829)